# Hotel Los Flamingos
Hotel Los Flamingos ist ein Hotel in der mexikanischen Stadt Acapulco im Bundesstaat Guerrero. Es wurde in den 1930er Jahren erbaut und in den 1950er Jahren von der sogenannten Hollywood Gang erworben.

## Lage
Das Hotel befindet sich an der Küstenstraße Avenida Adolfo López Mateos im äußersten Südwesten der Stadt. In unmittelbarer Nähe des Hotels befinden sich die der Stadt vorgelagerte Insel La Roqueta, die Strände Caleta und Caletilla sowie der durch seine Klippenspringer berühmte Felsen La Quebrada. Das Hotel befindet sich auf dem höchsten Felsen des Stadtviertels Península de las Playas und liegt etwa 150 Meter über dem Meeresspiegel.

## Geschichte
In den 1950er Jahren erwarb die sogenannte Hollywood Gang um den fünffachen Schwimm-Olympiasieger und Tarzan-Darsteller Johnny Weissmüller das Hotel. Zu der „Gang“ gehörten ferner Hollywood-Größen wie John Wayne, Cary Grant, Richard Widmark und Errol Flynn, die an diesem Ort, den Weissmüller auch privat bezog, wilde Partys feierten. Ferner gehörten so bekannte Stars wie Elizabeth Taylor und Clark Gable zu den Hotelgästen.